# Uniwersytet Europejski Viadrina we Frankfurcie nad Odrą

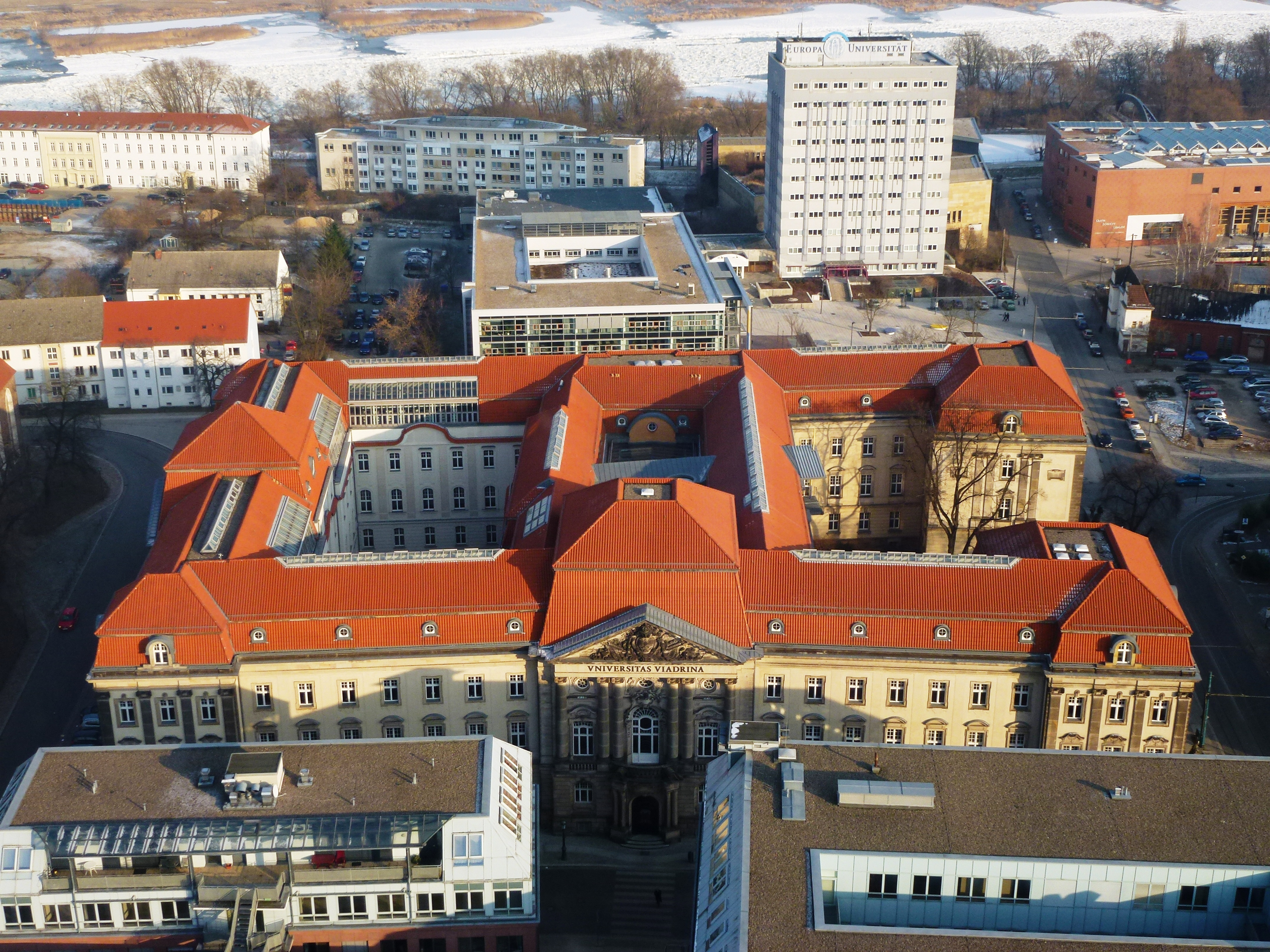
Widok na Viadrinę z Oderturm (2012)

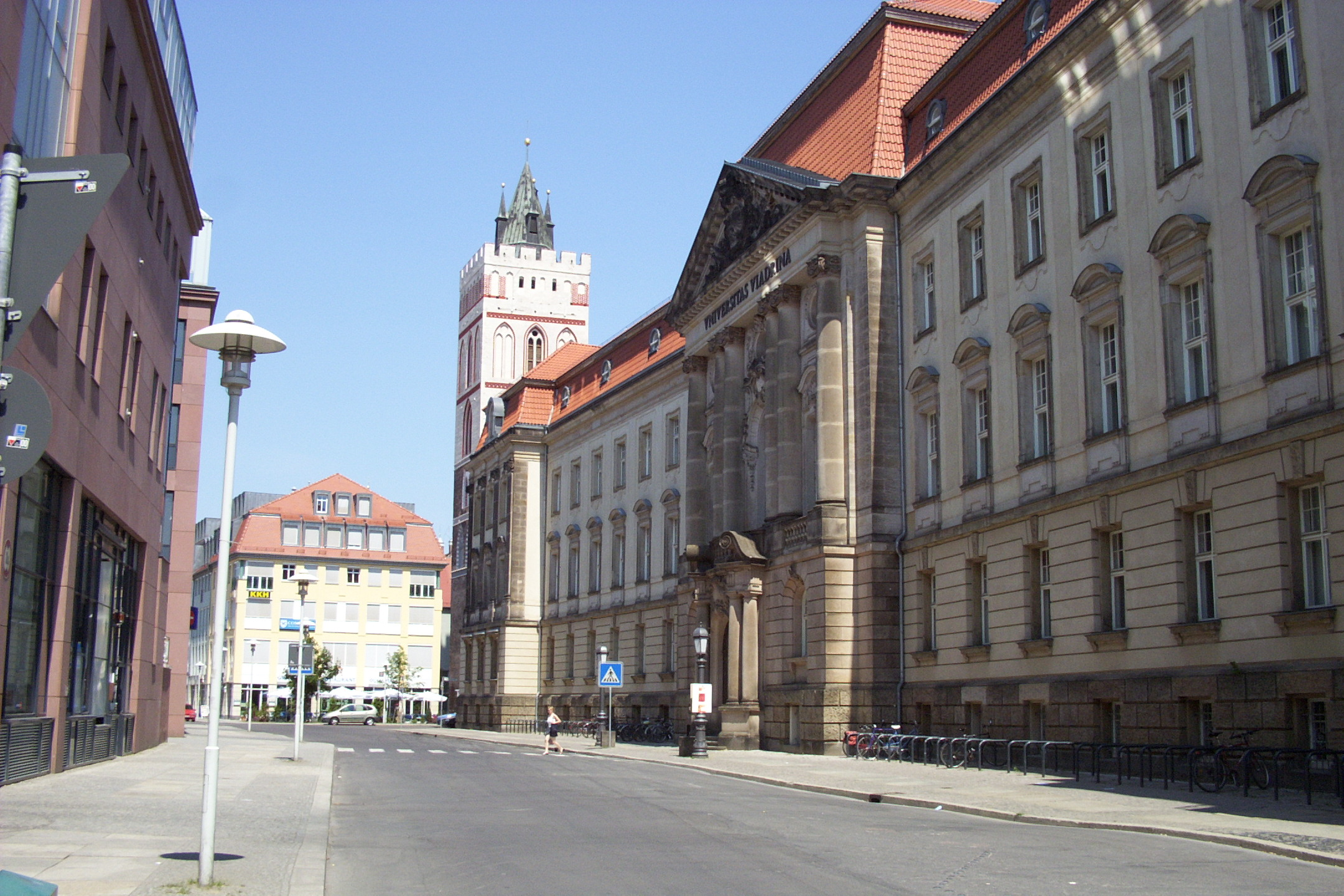
Budynek główny przy Große Scharrnstraße 59 (dawne Prezydium Rejencji Frankfurckiej)

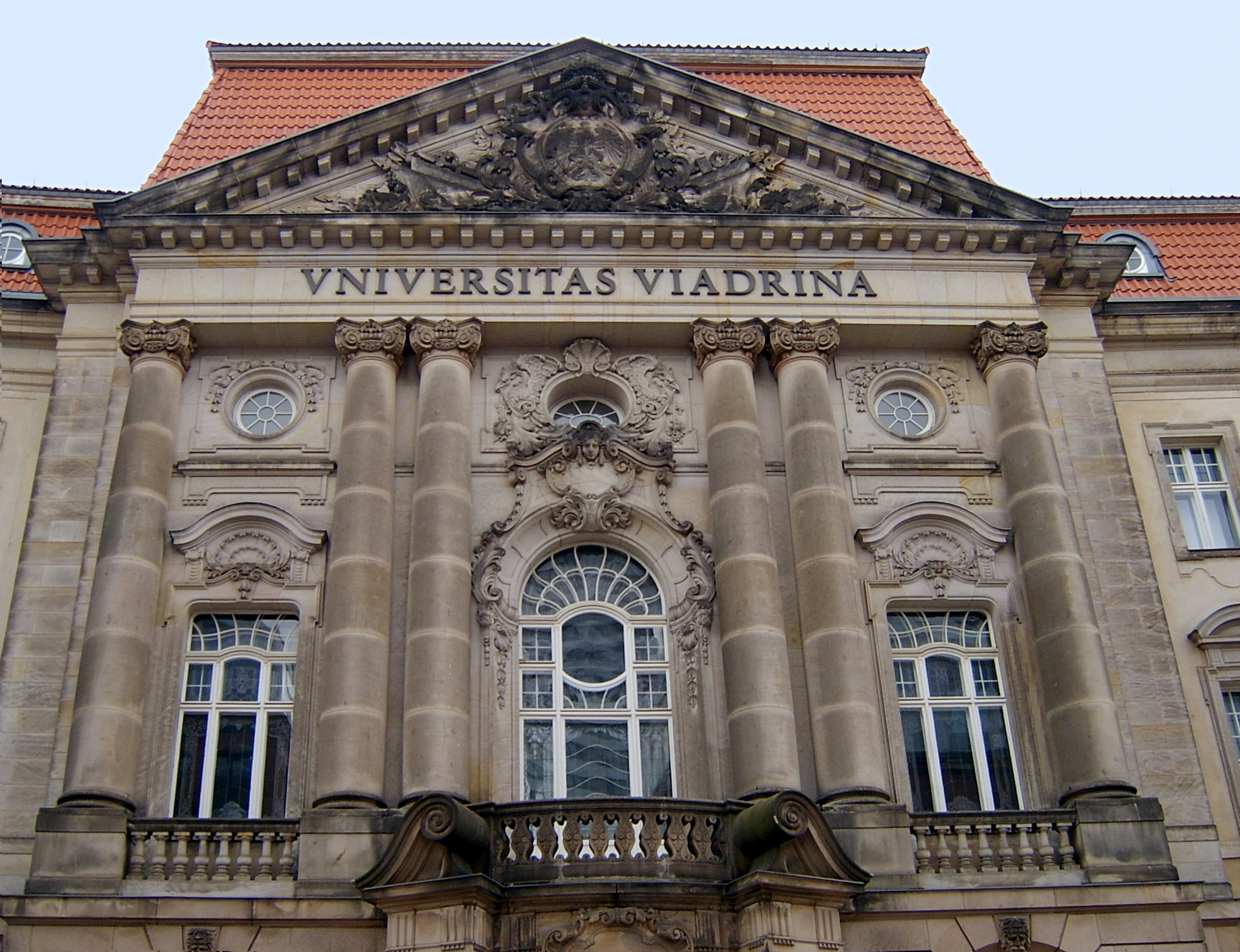
Fronton nad wejściem do Budynku Głównego

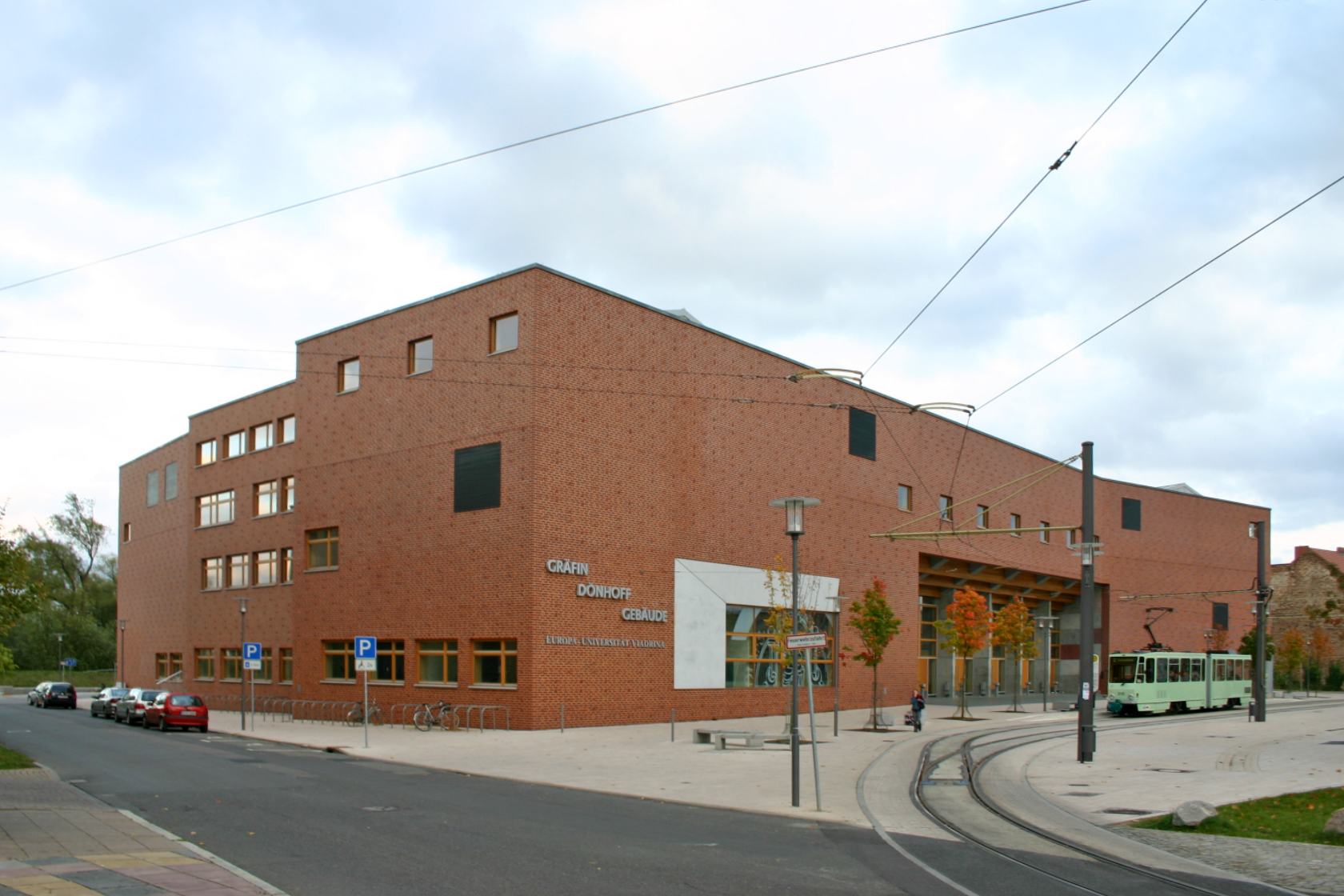
Gmach im. Hrabiny Dönhoff (Gräfin-Döhnhoff-Gebäude, GDG)

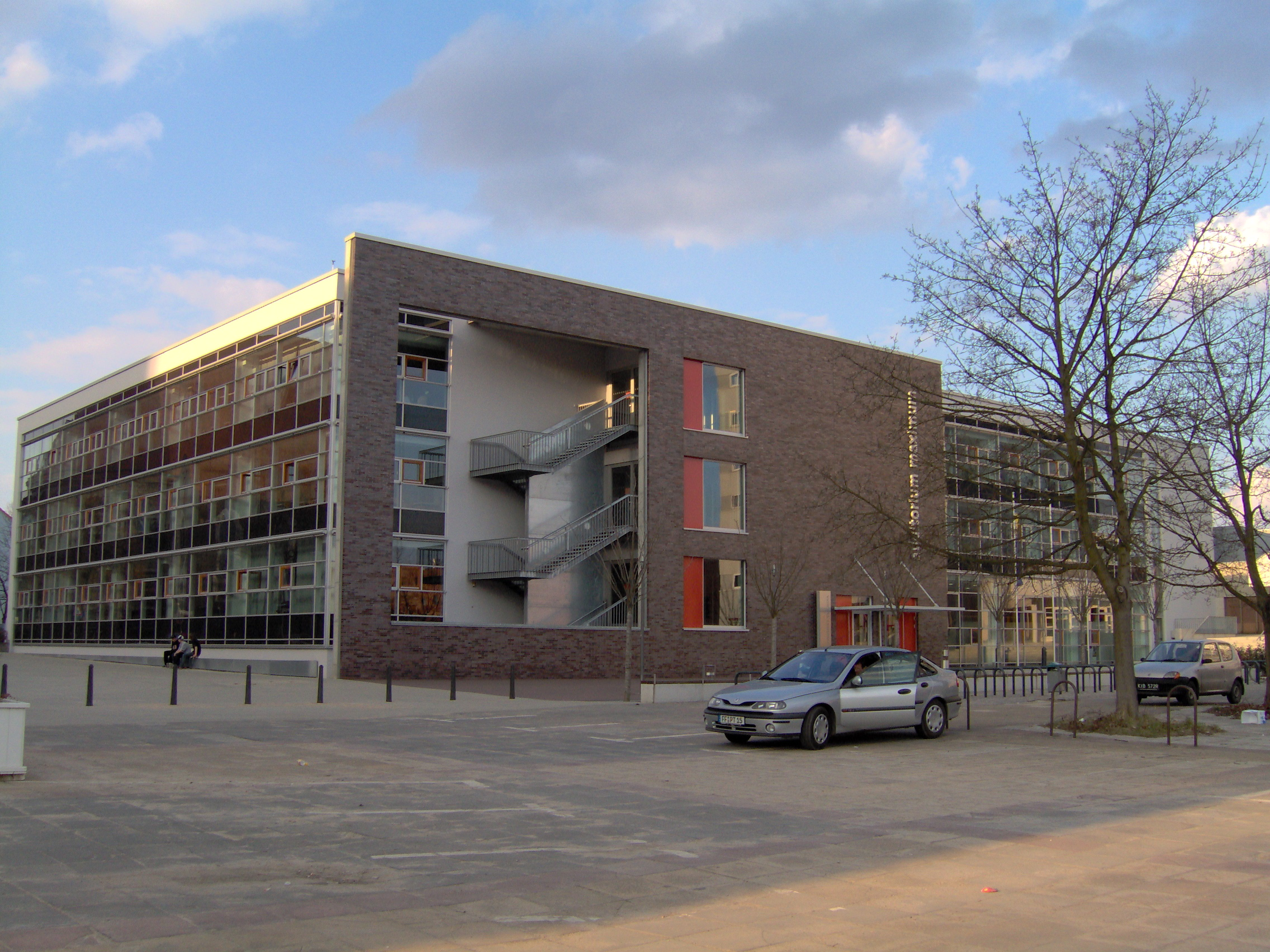
Auditorium Maximum (Flachbau)

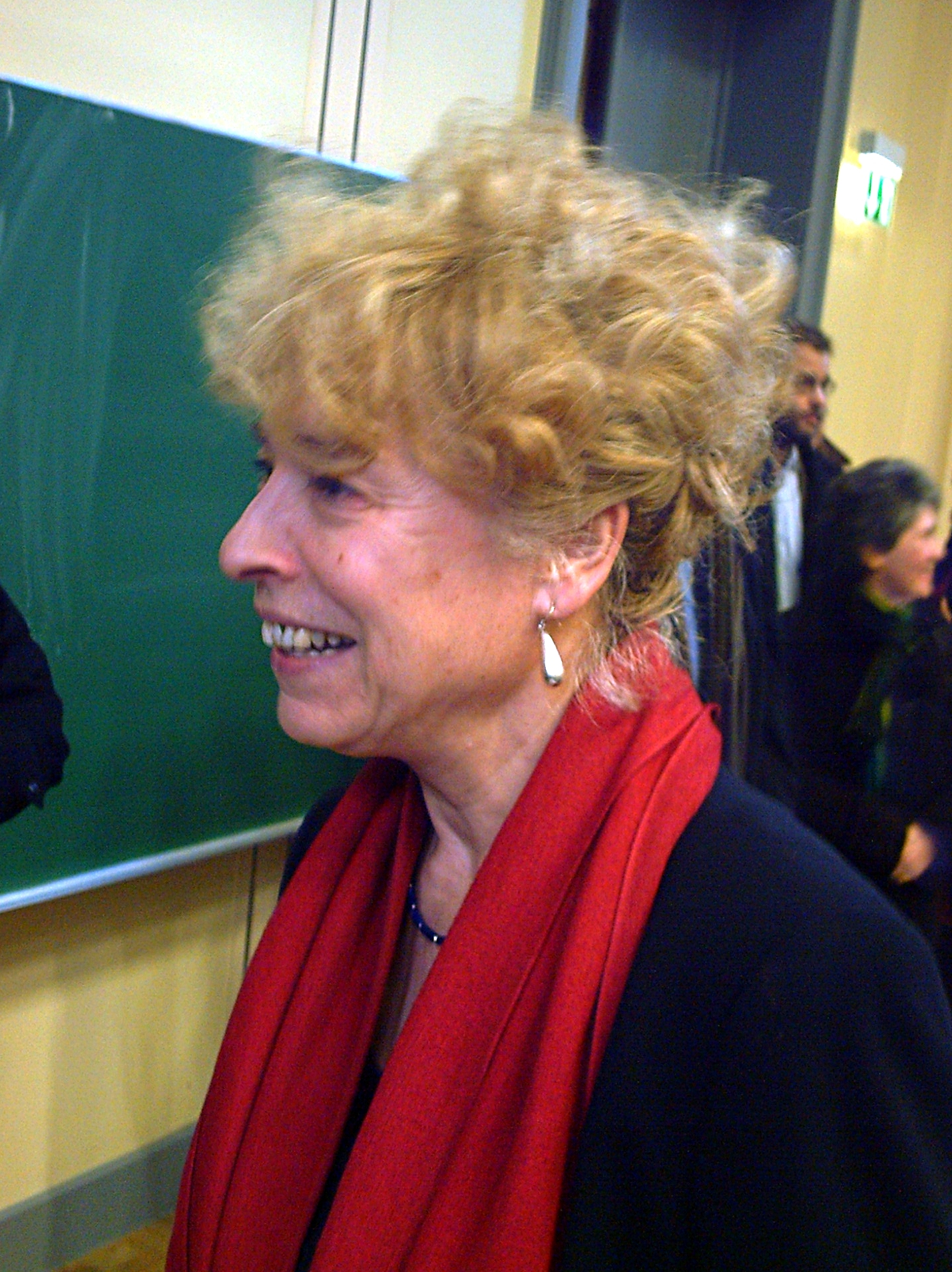
Prof. Dr. Gesine Schwan, rektor uczelni w latach 1999–2008

Uniwersytet Europejski Viadrina we Frankfurcie nad Odrą (niem. Europa-Universität Viadrina Frankfurt (Oder)) – uniwersytet znajdujący się we Frankfurcie nad Odrą, w kraju związkowym Brandenburgia, we wschodnich Niemczech oraz w Słubicach, województwie lubuskim (Collegium Polonicum).
W semestrze zimowym 2021/2022 na Uniwersytecie Europejskim Viadrina studiowało 4851 studentów. 30,7% stanowili obcokrajowcy z łącznie 105 państw. W 2021 uczelnia zatrudniała 588 pracowników, w tym 73 profesorów. W latach 2022–2023 prezydentem (niem. Präsidentin) Uniwersytetu była prof. dr Eva Kocher.

## Historia
Początki uniwersytetu sięgają 1989, kiedy w wyniku zmian politycznych społeczność Frankfurtu nad Odrą zapragnęła przywrócenia Viadriny. Postanowiono powołać uczelnię przy ówczesnej granicy Unii Europejskiej, pełniącą rolę pomostu między Wschodem i Zachodem. Kraj związkowy Brandenburgia zlecił Senatowi Założycielskiemu, złożonemu z 16 wybitnych międzynarodowych naukowców, opracowanie koncepcji nowego uniwersytetu we Frankfurcie, w efekcie czego Uniwersytet Europejski Viadrina został założony 15 lipca 1991. Uroczystość otwarcia miała miejsce 6 września 1991, zaś pierwszy rok akademicki rozpoczął się 19 października 1992. Pierwszym Rektorem został prof. dr Knut Ipsen z Uniwersytetu Ruhry w Bochum. Viadrina wkrótce stała się uczelnią transgraniczną, kiedy 10 czerwca 1998 otwarto Collegium Polonicum w Słubicach jako jednostkę wspólną z Uniwersytetem im. Adama Mickiewicza w Poznaniu.
Uczelnia nawiązuje do historii pierwszej frankfurckiej uczelni – Uniwersytetu Viadrina (niem. Brandenburgische Universität Frankfurt), funkcjonującego w latach 1506–1811, kontynuując jego tradycje. Prawnym następcą dawnego uniwersytetu jest jednak dzisiejszy Uniwersytet Wrocławski.
Nazwa Viadrina pochodzi z łaciny i oznacza po polsku ‘odrzańska’, stanowiąc nawiązanie do Uniwersytetu Viadrina (1506–1811).

### Senatorzy-założyciele w latach 1991–1993
(z podaniem przynależności w chwili członkostwa w Senacie):
- Rektor prof. dr Knut Ipsen (Uniwersytet Ruhry w Bochum)
- dr Klaus Anderbrügge (Uniwersytet w Dortmundzie)
- prof. dr Waldemar Pfeiffer (Uniwersytet AM w Poznaniu)
- dr Jerzy Drewnowski (Biblioteka Księcia Augusta w Wolfenbüttel)
- prof. dr Karl-Heinz Rädler(inne języki) (Instytut Astrofizyki w Poczdamie)
- prof. dr Toni Hochmuth (członek ministerstwa nauki i badań kraju związkowego Nadrenii-Westfalii w Düsseldorfie)
- prof. dr Rudolf von Thadden (Uniwersytet w Göttingen)
- prof. dr Kunert (Uniwersytet w Monachium)
- dr Jürgen Schlegel (Sekretarz Generalny Komisji Krajów Związkowych przy federalnym ministerstwie nauki i badań w Bonn)
- prof. dr Hermann Grimmeiss(inne języki) (Uniwersytet w Lund)
- prof. dr Joachim Starbatty (Uniwersytet w Tübingen)
- prof. David Edward(inne języki) (sędzia Trybunału Europejskiego, Luxembourg)
- prof. dr Karol Jonca (Uniwersytet Wrocławski)
- prof. dr Frederic Hartweg(inne języki) (Uniwersytet w Paryżu)
- prof. dr Hans Weiler (Uniwersytet w Stanford)
- kanclerz-założyciel: Karl Josef Schmücker (Uniwersytet w Bochum)

## Struktura uczelni[8]

### Wydziały
Uniwersytet posiada trzy wydziały:

#### Wydział Prawa
(niem. Juristische Fakultät)
Dziekan: Prof. dr Ulrich Häde (2022)
Katedry:
- Prawo cywilne
- Prawo publiczne
- Prawo karne
- Prawo polskie

#### Wydział Kulturoznawstwa
(niem. Kulturwissenschaftliche Fakultät)
Dziekan: Prof. dr Timm Beichelt (2022)
Katedry:
- Porównawcze nauki społeczne
- Historia kultury
- Literaturoznawstwo
- Lingwistyka

#### Wydział Nauk Ekonomicznych
(niem. Wirtschaftswissenschaftliche Fakultät)
Dziekan: Prof. Ingo Geishecker PhD (2022)
Katedry:
- Finance, Accounting, Controlling & Taxation [Finanse, rachunkowość, controlling i podatki]
- Finance & International Economics [Finanse i ekonomia międzynarodowa]
- Information & Operations Management [Zarządzanie informacją i operacjami]
- Management & Marketing [Zarządzanie i marketing]

## Collegium Polonicum
Collegium Polonicum w Słubicach jest jednostką naukowo-dydaktyczną poza strukturami wydziałowymi. Jest to wspólna jednostka Uniwersytetu im. Adama Mickiewicza w Poznaniu oraz Uniwersytetu Europejskiego.

## Placówki naukowo-badawcze
Przy Uniwersytecie działa kilka placówek naukowo-badawczych:
- Deutsch-Polnisches Forschungsinstitut / Polsko-Niemiecki Instytut Badawczy
- Frankfurter Institut für Transformationsstudien (FIT)[9]
- Heinrich-von-Kleist Institut für Literatur und Politik (HvK ILP)
- Institut für Konfliktmanagement (IKM)
- Institut für transkulturelle Gesundheitswissenschaften (IntraG)
- Institute for Central and East European Taxation (I CEE TAX)[10]
- Interdisziplinäres Zentrum für Ethik (IZE)
- Zentrum für interkulturelles Lernen (ZIL)
- Zentrum für interdisziplinäre Polenstudien / Centrum Interdyscyplinarnych Studiów o Polsce (ZIP)[11]

## Rektorzy i Prezydenci[12]

### Rektorzy (1991–1999)
- Prof. dr Knut Ipsen (1991–1993, Rektor-Założyciel)
- Prof. dr Hans N. Weiler (1993–1999, Rektor)

### Prezydenci (od 1999)
- Prof. dr Gesine Schwan (1999–2008, Prezydentka)
- Dr Gunter Pleuger (2008–2014, Prezydent)[13][14]
- Prof. dr Alexander Wöll(inne języki) (2014–2017, Prezydent)
- Prof. dr Stephan Kudert(inne języki) (styczeń–wrzesień 2018, Prezydent)
- Prof. dr Julia von Blumenthal(inne języki) (2018–2022, Prezydentka)
- Prof. dr Eva Kocher(inne języki) (2022–2023, Prezydentka)
- Prof. dr Eduard Mühle (od 2023)

## Doktorzy honoris causa
- Leszek Balcerowicz (Wydział Nauk Ekonomicznych, 2001)
- Karl Dedecius (Wydział Kulturoznawstwa, 2011)
- Bronisław Geremek (Wydział Kulturoznawstwa, 2006)
- Knut Ipsen (Wydział Prawa, 1996)
- Karol Jonca (Wydział Prawa, 2001)
- Henryk Olszewski (Wydział Prawa, 2001)
- Joachim Starbatty (Wydział Nauk Ekonomicznych, 1995)
- Fritz Stern (Wydział Kulturoznawstwa, 2006)
- Andrzej Jan Szwarc (Wydział Prawa, 2008)
- Rudolf von Thadden (Wydział Kulturoznawstwa, 1996)
- Hans Weiler (Wydział Kulturoznawstwa, 2002)

## Laureaci uniwersyteckiej nagrody
- Włodzimierz Borodziej (2004)
- Karl Dedecius (1999)
- Günter Grass (2000)
- Grupa Kopernika (Kopernikus-Gruppe) (2007)[15]
- Adam Krzemiński (2006)
- Tadeusz Mazowiecki (2009)[16]
- Markus Meckel(inne języki) (2003)
- Adam Michnik (2001)
- Krzysztof Penderecki (2011)
- Janusz Reiter (2002)
- Volker Schlöndorff (2010)
- Rita Süssmuth (2008)
- Rudolf von Thadden (2005)